# U880D

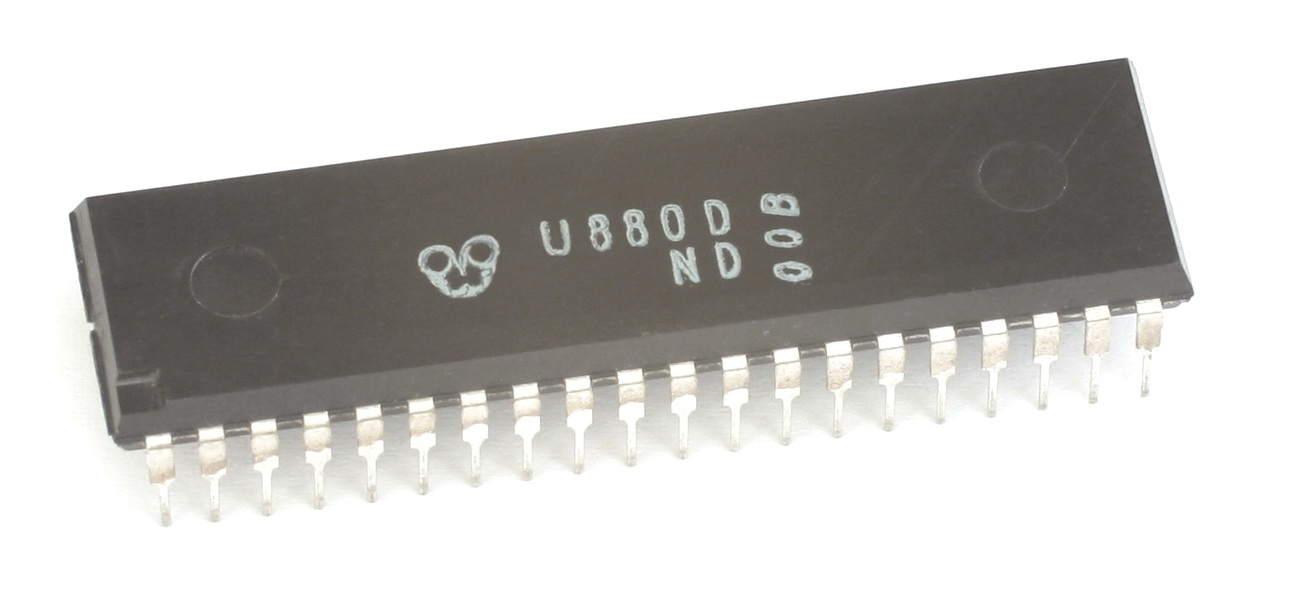

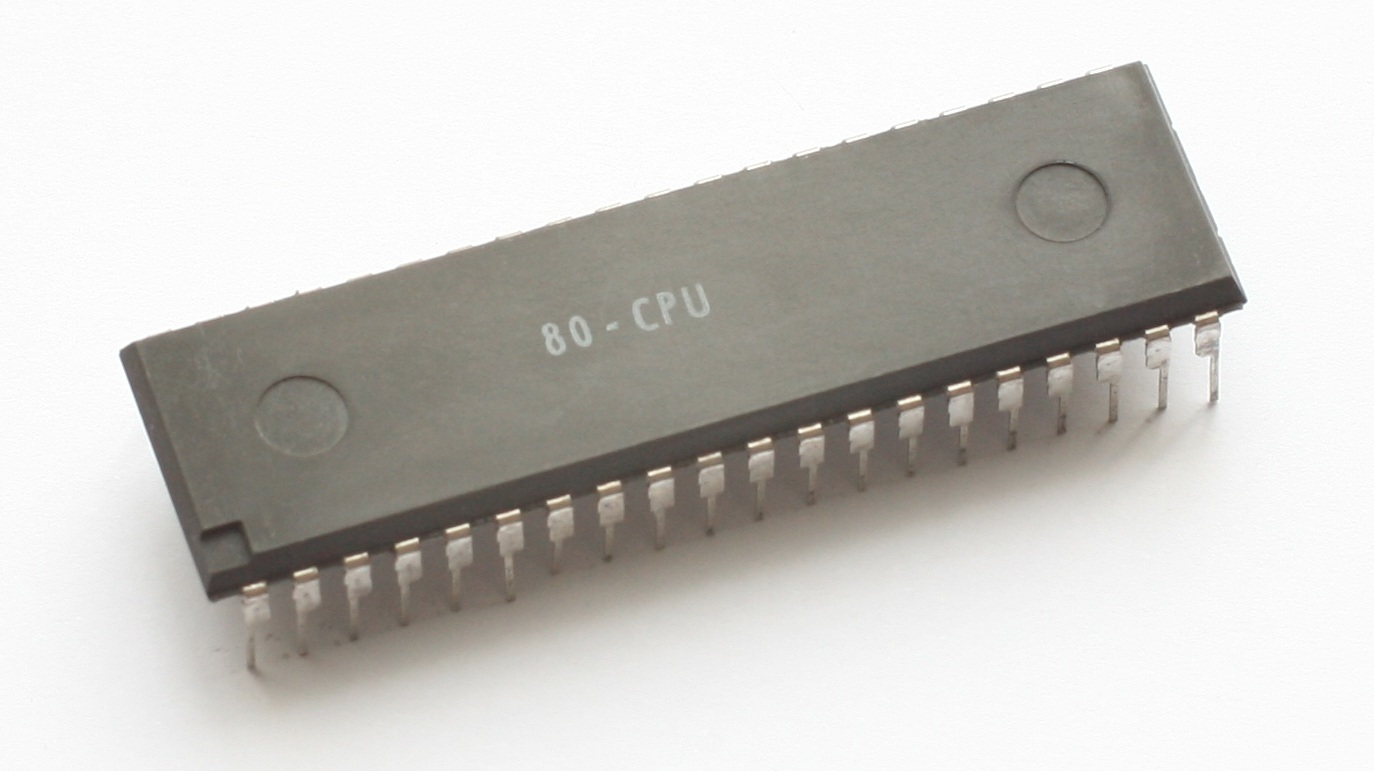

U880 – 8-bitowy mikroprocesor produkowany w NRD będący bliską kopią Z80.
Procesor był także produkowany przez ZSRR. Przykładowo 80A-CPU MME 9107 to 80A-CPU MME w obudowie ceramicznej produkcji ZSRR. Fabryka Angstrem (Ангстрем) z Zielenogradu (Москва, Зеленоград) zamawiała procesory bez obudowy w MME, a potem wypuszczała jako procesor 80A-CPU MME 9107. Było to przed wdrożeniem do produkcji własnego procesora zgodnego z Z80 – T34VM1 i КМ1858VM1.

## Wersje procesora

### 80A-CPU MME

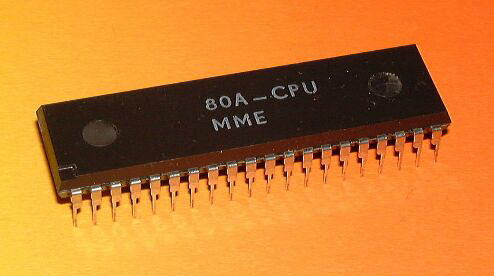
Mikroprocesor 80A-CPU MME

80A-CPU MME w obudowie plastikowej PDIP40 to produkt eksportowy MME. Jest to zasadniczo odpowiednik procesora Z80A o częstotliwości 4 MHz, w technologii 3 µm. Wersja jest równoważna UA880.

## Producent
Producentem procesorów z tej serii była firma VEB Mikroelektronik „Karl Marx” z Erfurtu  w NRD

## Zastosowanie
Stosowany jako zmiennik Z80 w krajach socjalistycznych. W Polsce m.in. w komputerach Meritum, Elwro 800 Junior lub MIK CA80.